# 不磨の大典
不磨の大典（ふまのたいてん）とは、日本の法典に関する思想の一つ。不磨、つまり「すり減らないほど立派な」法典という意味で、法典（大日本帝国憲法）の素晴らしさと、改正の困難さを示したものである。

## 概要
「不磨の大典」の語は、大日本帝国憲法の発布に先立って勅宣された「大日本帝国憲法発布ノ勅語」（憲法発布勅語、1889年2月発布）にある文言「現在及将来ノ臣民ニ対シ此ノ不磨ノ大典ヲ宣布ス」に由来する。この文言は、憲法学者の上杉慎吉によると「憲法は国家の根本法なるが故に、大日本帝国憲法は容易にこれを変更せざる不磨の大典なり」と言う意味で、欽定憲法としての大日本帝国憲法の素晴らしさと、改正の困難さを示したものである。
また、第二次近衛内閣（1940年7月-）における、ナチスドイツに習って大日本帝国憲法を改正して挙国一致体制を確立しようとする近衛新体制運動においては、護憲派議員によって大日本帝国憲法を象徴する語句として使われた。つまり、「不磨の大典」の語は勅宣（明治天皇本人の言葉）であるため、国体明徴の立場から言って、「国体」としての大日本帝国憲法の正統性と不可侵性を象徴するものとされた。
あるいは、「不磨の大典」とは単に「改正が困難な法典」を指す言葉でもある。この意味では1890年に施行されてから1947年の日本国憲法施行まで一度も改正されずに運用を終えた大日本帝国憲法と、形式上は大日本帝国憲法が1947年に改正されたものであり、1947年に施行されてから一度も改正されていない日本国憲法も「不磨の大典」とされる。

## 「不磨の大典」としての大日本帝国憲法

### 大日本帝国憲法下における「不磨の大典」
「不磨の大典」の語の初出は、1889年2月11日に公布された「憲法発布勅語」である。大日本帝国憲法は、明治天皇が「不磨の大典」として、現在および将来の臣民に対して下したものであることがここで述べられている。
一般の臣民はおろか、立法府たる国会にとっても大日本帝国憲法は「不磨の大典である」という意識があったためか、1890年（明治23年）11月29日に大日本帝国憲法が施行されて以降、長らく改正が提案されることはなかった。
明治天皇が没した後の大正時代の憲政擁護運動にしても、内閣総理大臣を国会の指名に基づいて任命するよう大日本帝国憲法を改正しようとするのではなく、議会第一党の党首を総理に任命することを憲政の常道として憲法的慣習としようとする運動であった。

### 翼賛政治体制下における「不磨の大典」
「不磨の大典」が侵される、すなわち大日本帝国憲法の改正論議が現実のものとして行われるのは、昭和時代における翼賛政治体制の確立期においてである。
大政翼賛会の成立期、翼賛政治体制の確立に当たり、1933年にドイツで全権委任法を成立させてヴァイマル憲法を停止したナチスのヒトラーに習って「憲法は改正すれば宜いではないか」との論が起こった。これを「大政翼賛会は違憲である」との理由で大政翼賛会入りを拒んだ護憲派の川崎克衆議院議員が第76回帝国議会（昭和15年12月26日-昭和16年3月25日）で問題にした。
川崎は、欽定憲法である大日本帝国憲法は「不磨の大典」であり、「憲法に違反することは、即ち国体に違反すること」であると、近衛新体制運動を推進する近衛文麿首相に迫った。
結局、川崎らの護憲派議員の活動により、「不磨の大典」は侵されること無く、結果として大日本帝国においてはドイツのような挙国一致体制の確立を見ることなく1945年に翼賛体制は瓦解、終戦を迎えた。

### 日本国憲法下における「不磨の大典」
1947年（昭和22年）5月3日、GHQの強い影響の下で日本国憲法が施行された。同日、大日本帝国憲法は一度も改正されない「不磨の大典」のまま、56年間にわたる運用を終了した。
「日本国憲法は大日本帝国憲法第73条に則って行われた大日本帝国憲法の改正である」との説に基づくと、「不磨の大典」は1890年から現在に至るまでの間、1947年に1度だけ改正されて今日に至ることになる。
一方、「日本国憲法は無効である（憲法無効論）」との説に基づくと、「不磨の大典」は1890年から現在に至るまでの間、未だに一度も侵されない「不磨の大典」であり続けている。

## 「不磨の大典」としての日本国憲法
1947年に施行された日本国憲法も、大日本帝国憲法と同様に改正が困難な硬性憲法として作られており、2017年現在まで70年以上、一度も憲法改正はされていない。このことから、日本国憲法についても「不磨の大典」と表現されることがある。憲法を改正するために必要な手続法である国民投票法すら、2007年になるまで制定されなかった。

## 参照
1. ↑  上杉慎吉『憲法読本』(日本評論社, 1928,p.19）
2. ↑  川崎克「欽定憲法の真髄と大政翼賛会」、p.45
3. ↑  川崎克「欽定憲法の真髄と大政翼賛会」、p.80